# عيسى لوي زمي
عيسی‌ لوي زمي هي قرية في مقاطعة أرومية، إيران. عدد سكان هذه القرية هو 75 في سنة 2006.